# Nordiska Kompaniet
AB Nordiska Kompaniet, of kortweg NK, is een warenhuisketen in Zweden met vestigingen in Stockholm en Göteborg .

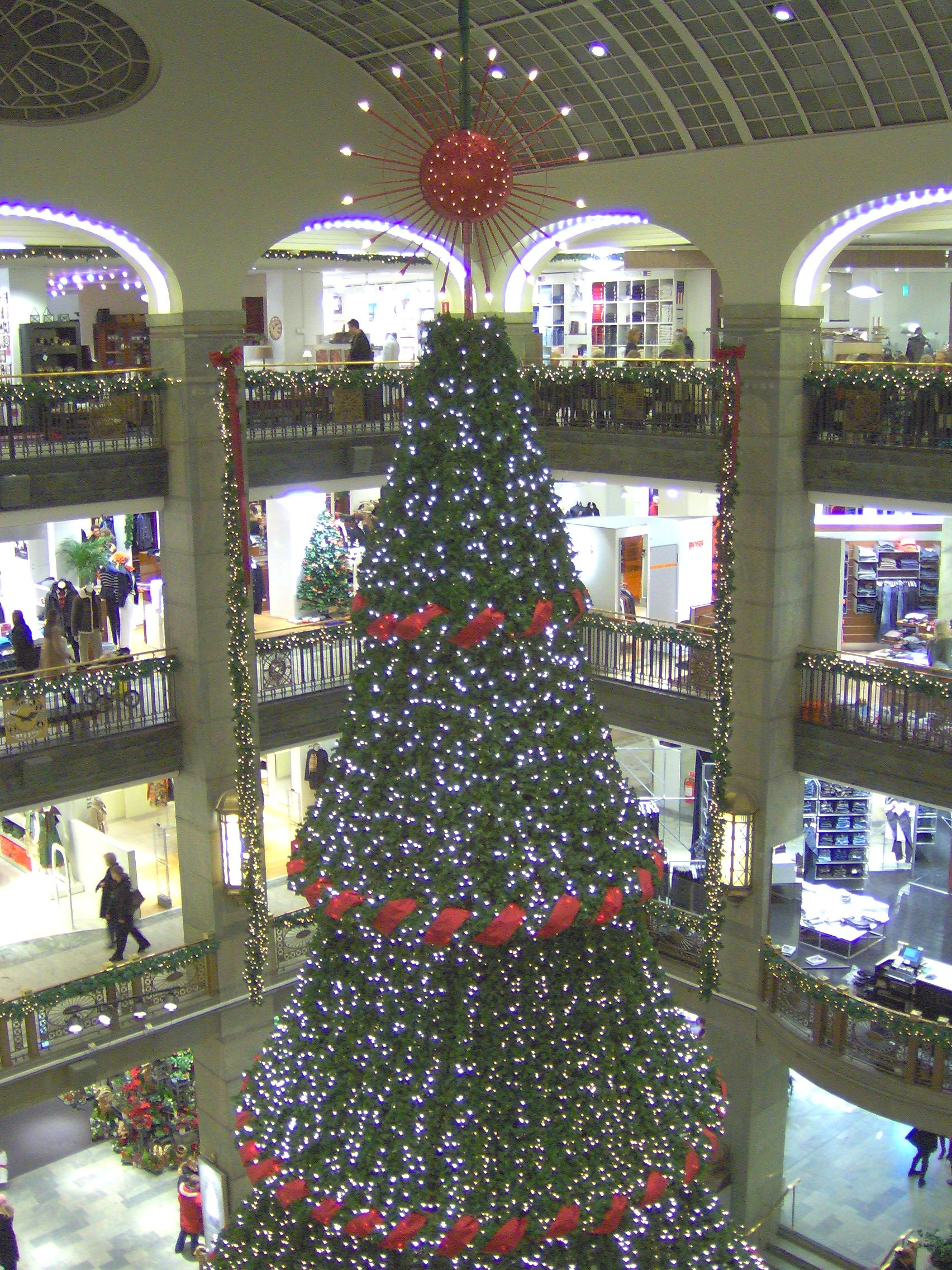
Atrium in NK Stockholm (kerst 2005)

Het warenhuis in Stockholm aan de Hamngatan werd in september 1915 geopend naar een ontwerp van de architect Ferdinand Boberg, liet zich inspireren tijdens studiereizen naar de VS en Europa. Onder andere Harrods in Londen (1894-1903), Galeries Lafayette (1893) in Parijs en het KaDeWe (1905) in Berlijn stonden voor hem model bij het ontwerp. De vormentaal vertoont duidelijke invloeden van de Duitse Art Nouveau. De verschillende verdiepingen zijn net als bij de voorbeelden gelegen rond een met glas overdekt atrium. Het oorspronkelijke  marmeren en koperen interieur zijn behouden gebleven. In het warenhuis werd de eerste mechanische roltrap van Zweden geïnstalleerd. Het moest een modern luxe warenhuis worden.

## Geschiedenis en organisatie
Het bedrijf AB Nordiska Kompaniet werd in 1902 opgericht door de fusie van de retailbedrijven van K.M. Lundberg en Joseph Leja opgericht. De oprichter was Josef Sachs (1872-1949), die in 1893 zijn vader Simon Sachs had opgevolgd als hoofd van het bedrijf Joseph Leya en van 1915-1937 ook algemeen directeur was van de hoofdvestiging in Stockholm (een buste van hem bevindt zich op de begane grond). Benjamin Leja, de grootvader van moeders kant van Simon Sachs, was als Duits-Joodse immigrant naar Zweden gekomen.
Het bekende logo van NK is ontworpen door David Blomberg in 1902 en is sindsdien niet veranderd. Tijdens verschillende expansieperiodes werden vestigingen geopend, waaronder in 1908 in Sint-Petersburg, 1913 in Moskou en in 1920 Buenos Aires. Ook in Zweden werden nieuwe vestigingen geopend: in 1960 in Farsta, 1963 in Malmö, 1971 in Göteborg en 1974 in Täby. Maar net als in Duitsland kregen de grote warenhuizen in Zweden economische problemen. In 1976 fuseerde het bedrijf met zijn naaste concurrent Åhlén & Holm, en later werd het een dochteronderneming van het bouwbedrijf NCC AB. Als gevolg hiervan werden alle warenhuizen, met uitzondering van de hoofdwinkel in Stockholm en het filiaal in Göteborg, gesloten. In 1991 werd NK uiteindelijk een pure vastgoedonderneming die onder het NK-logo ruimtes verhuurt aan verschillende zelfstandige handelsondernemingen.
Het warenhuis in Stockholm heeft ongeveer twaalf miljoen bezoekers per jaar, dat in Göteborg ongeveer drie miljoen. Beide warenhuizen hebben samen zo'n 1200 medewerkers. Een jaarlijks hoogtepunt zijn de kerstetalages van NK in Stockholm.
Op 10 september 2003 werd de toenmalige Zweedse minister van Buitenlandse Zaken Anna Lindh slachtoffer van een aanval in NK Stockholm, waaraan zij de volgende dag overleed.

## NK kunst en design
Van de vroege jaren 1930 tot ongeveer 1970 was NK erg belangrijk voor de Zweedse kunstindustrie en voor Zweedse ontwerpers. De carrières van enkele jonge talenten begonnen bij NK-Bo (wonen). Hieronder bevinden zich Lena Larsson, Stig Lindberg, Yngve Ekström en Bertil Vallien. Astrid Sampe creëerde tal van legendarische stofstalen voor NK-Textilkammare (textielafdeling).